# 刃田綴色
刄田綴色（Toshiki Hata，1976年10月5日—）本名畑利樹，出生於日本島根縣，東京事變鼓手。

## 生平
- 小時候
  - 開始接觸神樂、太鼓
- 國中、高中
  - 加入銅管樂團並擔任打擊手
  - 高三，首次以鼓手身分參與社團活動
- 1994年
  - 離開家鄉前往東京，曾擔任多數業餘樂團的鼓手
- 1998年
  - 組成Scope樂團出道（2003年退出）
- 2003年
  - 加入東京事變，並擔任其鼓手

## 其他
- 在太鼓的面（表面）上寫文字。
- 喜歡的重機是起重機。
- 不用火柴電香菸的火是不行的（因為很容易就弄丟打火機）。
- 奶奶養大的孩子。
- 學校時代從屬於少年棒球隊,不過因為脊背沒有持續長高就對棒球死心了。
- 國中時在學校是吹奏樂部的
- 不喜歡潤脣膏（聽說是小時候誤吃的關係）。
- 聽說見過幽靈。

## 外部連結
- 東京事変（页面存档备份，存于） - EMI Music Japan中的官網
- 東京事変 | Virgin Music Co. /EMI Music Japan - Virgin Music中的官網
- 黑貓堂 - 黑貓堂